# Јуџин Џетер
Јуџин Џетер (енгл. Eugene Jeter, 1. децембар 1983) је украјинско–амерички кошаркаш. Игра на позицији плејмејкера а тренутно наступа за Тјенцин.

## Каријера
Џетер је студирао на универзитету Портланд (2002–2006). Није изабран на НБА драфту 2006. па одлази на једну сезону у Колорадо фортинерсе члана НБА развојне лиге (НБДЛ). Након тога проводи неколико сезона играјући у Европи за екипе Кијева, Менорке, Уникахе и Хапоел Јерусалима. 
Сезону 2010/11. је провео у дресу НБА лигаша Сакраменто кингса. Након тога је одиграо једну сезону у Хувентуду, а од 2012. до 2015. је играо у Кини за екипу Шандонга. 
У марту 2015. је потписао уговор са екипом Лиможа. Са њима остаје до краја сезоне и осваја првенство Француске. У јулу 2015. вратио се у Шандонг.

## Репрезентација
Џетер је члан репрезентације Украјине, и са њима је наступао на Европском првенству 2013. у Словенији.